# Hualong (Puyang)
Der Stadtbezirk Hualong (chinesisch 华龙区, Pinyin Huàlóng Qū) gehört zum Verwaltungsgebiet der bezirksfreien Stadt Puyang in der chinesischen Provinz Henan. Er hat eine Fläche von 310 km² und zählt 760.300 Einwohner (Stand: Ende 2018).

## Administrative Gliederung
Auf Gemeindeebene setzt sich der Stadtbezirk aus sieben Straßenvierteln und fünf Gemeinden zusammen. 